# Arisaema fargesii
Arisaema fargesii là một loài thực vật có hoa trong họ Ráy (Araceae). Loài này được Buchet mô tả khoa học đầu tiên năm 1911.